# ディカーブ郡 (ジョージア州)
ディカーブ郡（英: DeKalb County、[dəˈkæb] də-KAB）は、アメリカ合衆国ジョージア州の郡である。人口は76万4382人（2020年）。郡庁所在地はディケーターである。同郡はアトランタ市の一部を含んでいる。

## 歴史
ディカーブ郡は1822年に、ヘンリー郡、グイネット郡、ファイエット郡のそれぞれ一部を合わせて設立された。郡名はアメリカ独立戦争で大陸軍のために戦ったドイツ軍人ヨハン・デ・カーブ男爵に因んで名付けられた。郡内に残っている最古の家屋は、ブルックヘイブンのピーチツリー道路沿いにあるグッドウィン邸であり、1831年の建設である。
1853年、ディカーブ郡の西半分からフルトン郡が作られ、その中央（現在のモアランド・アベニュー）を通る真っ直ぐな南北方向の線で分割された。その時まで成長しつつあったアトランタ市はディカーブ郡の中にあった。1830年代にディケーター市が鉄道の終着駅になることを望まず、ディカーブ郡西部のスラッシャービル宿営地の駅が終着駅となり、それがマーサスビルとなり、さらにその設立から数年後にアトランタになったので、アトランタ市が成長した。1932年、フルトン郡の北はミルトン郡、南東はキャンベル郡を吸収して大きくなった。ディカーブ郡はかつてチャタフーチー川より北まで広がっていたが、ここがミルトン郡に渡され、現在はサンディスプリングス市のパンハンドル部になっている。
南北戦争のとき、アトランタの戦いの大半はディカーブ郡で戦われた。
1960年代まで、ディカーブ郡は主に農業の郡だったが、アトランタ大都市圏のスプロール現象が広がり、次第に都市化されていった。1969年に完工した「ペリミーター」と呼ばれる州間高速道路285号環状路の東半分によって、郡の北東と南の端が囲まれ、アトランタ市のほぼ全域と共にペリミーターの中に入った。州間高速道路675号線とジョージア州道400号線は当初ペリミーターの中を接続するように計画され、またストーンマウンテン・フリーウェイ（アメリカ国道78号線）がモアランド・アベニュー近くでダウンタン・コネクターと接続するように計画された。これが郡西部の多くの地区を潰すことになっていたが、1970年代初期のコミュニティの反対によって、この都市化の運命を免れた。ただし、提案されていたストーンマウンテン有料道路は後にフリーダム・パークウェイとなった。州間高速道路20号線と同85号線のみが郡内を通って完成された。1970年代にアトランタ・マルタの高速鉄道を受け入れた2郡の1つになった。現在は東行きと北東行きの路線がある。

## 法と政府
| 年     | 民主党         | 共和党        | その他       |
| ------ | -------------- | ------------- | ------------ |
| 2008年 | 78.86% 254,594 | 20.31% 65,581 | 0.86% 2,671  |
| 2004年 | 72.61% 200,787 | 26.61% 73,570 | 0.77% 2,152  |
| 2000年 | 70.24% 154,509 | 26.73% 58,807 | 3.03% 6,664  |
| 1996年 | 66.5% 137,903  | 29.1% 60,255  | 4.4% 9,071   |
| 1992年 | 57.8% 124,559  | 32.6% 70,282  | 9.6% 20,594  |
| 1988年 | 50.2% 92,521   | 48.9% 90,179  | 10.8% 1,550  |
| 1984年 | 42.5% 77,329   | 57.5% 104,697 | 0.0% 0       |
| 1980年 | 49.4% 82,743   | 44.7% 74,904  | 5.8% 9,758   |
| 1976年 | 56.4% 86,872   | 43.6% 67,160  | 0.0% 0       |
| 1972年 | 22.6% 30,671   | 77.4% 104,750 | 0.0% 0       |
| 1968年 | 26.7% 27,796   | 50.4% 52,485  | 23.0% 23,956 |
| 1964年 | 42.9% 37,154   | 57.1% 49,448  | 0.0% 11      |
| 1960年 | 50.1% 24,116   | 49.9% 24,046  | 0.0% 0       |

1986年、ジョージア州議会のディカーブ郡代表が、郡の選挙で選ばれる役人の長である首席執行役員を創設した。この地位を承認した地方議会は、州内159郡の大半が郡政委員会を標準とするか、一部が単一コミッショナー方式を残している中でユニークになった。この立法の結果、郡の従業員全てが日々の運営について、郡政委員ではなく、首席執行役員に報告することになった。首席執行役員は7人の委員による郡政委員会の議長となるが、賛否同数の場合以外は投票しない。2008年、ジョージア州議会はこの法を修正し、ディカーブ郡コミッショナー理事会に郡政委員会を主宰し、委員会の議題を設定する権限を与えた。首席執行役員が賛否同数の場合以外に投票するのは変わっていない。
郡政委員会は5人が小選挙区から選出され、2人は郡を2つに分けた選挙区から選出される。
アメリカ合衆国下院議員の選挙では、2006年、2008年、2010年の選挙で区割りを見直した選挙区が有効となった。ディカーブ郡は州内で唯一4つの選挙区に分かれている郡である。地理的に郡の大半は第4区に入り、西部が第5区、北部が第6区、南西部隅が第13区に入っている。

## 州政府の機関

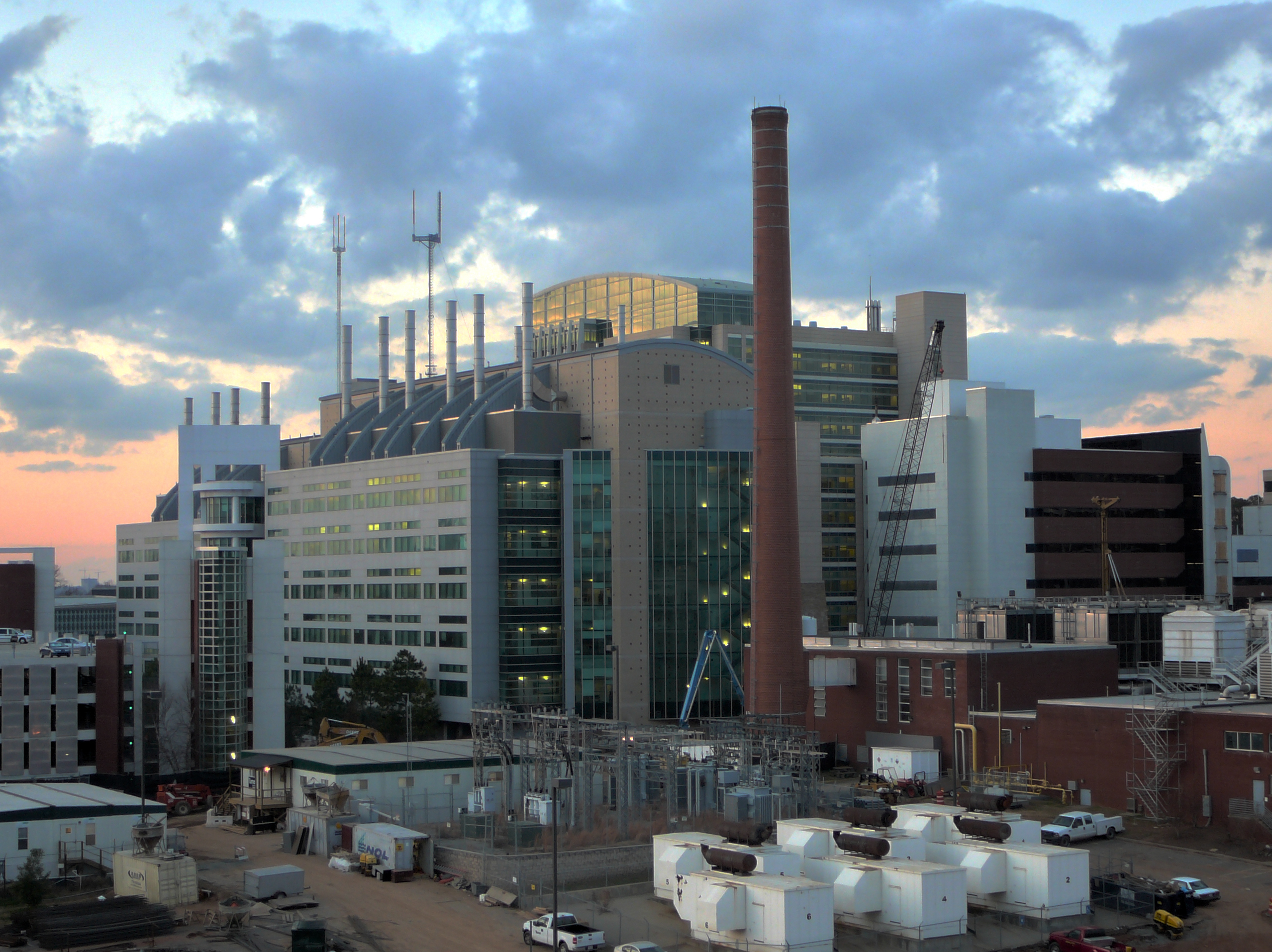
疾病対策予防センター本部、CDPドルイドヒルズにある、エモリー大学から見る

疾病対策予防センターが郡内未編入領域のCDPドルイドヒルズに本部を置いている。
ジョージア州矯正所のメトロ州立刑務所が郡内未編入領域にある。ここには女性死刑囚が収監されている。

## 公衆安全

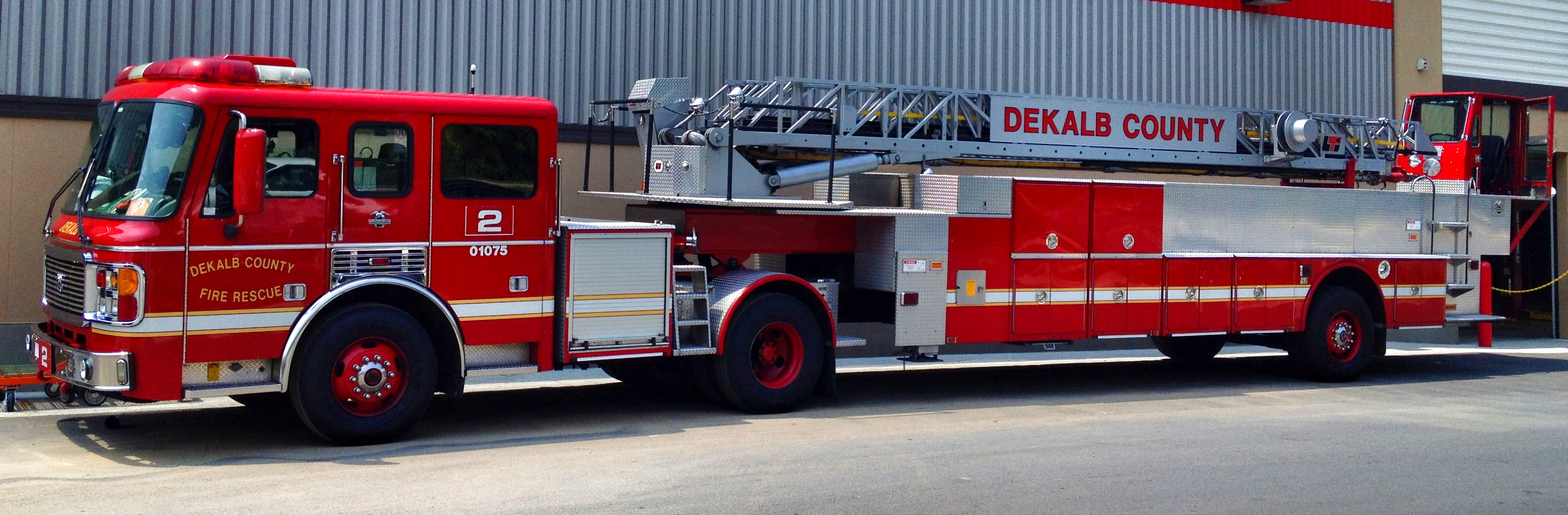
ブルックヘイブンのディカーブ郡消防車

ディカーブ郡の未編入領域はディカーブ郡警察署と、令状を発行し、裁判所と郡監獄の安全確保の責任があるディカーブ郡保安官事務所、およびディカーブ連邦保安官事務所が警察を担当している。
消防と救急活動は、郡全体を通じてディカーブ郡消防救急部が担当している。

## 地理
アメリカ合衆国国勢調査局に拠れば、郡域全面積は270.91平方マイル (701.7 km2)であり、このうち陸地268.21平方マイル (694.7 km2)、水域は2.70平方マイル (7.0 km2)で水域率は1.00%である。
郡内をサウス川や、ナンシー・クリーク、スナップフィンガー・クリーク、ピーチツリー・クリークの2支流など多くのクリークが流れている。ピーチツリー・クリークとナンシー・クリークはチャタフーチー川に注ぎ、最後はメキシコ湾に流れる。サウス川はオクマルギー川に注ぎ、最後は大西洋に流れる。
ストーン山が郡東郡境近くにある。ソープストーン山地が南郡境に並行して走り、紀元前1400年から100年の間に石が大量に切り出され、ソープストーンで作られた人工物が遥か離れた五大湖地方でも見つかっている。

### 主要高規格道路

#### 州間高速道路
- 州間高速道路20号線
- 州間高速道路85号線
- 州間高速道路285号線
- 州間高速道路675号線

#### アメリカ国道
- アメリカ国道23号線
- アメリカ国道29号線
- アメリカ国道78号線
- アメリカ国道278号線

#### ジョージア州道
| - ジョージア州道8号線 - ジョージア州道10号線 - ジョージア州道12号線 - ジョージア州道13号線 - ジョージア州道13号線接続路 | - ジョージア州道14号線 - ジョージア州道42号線 - ジョージア州道124号線 - ジョージア州道141号線 - ジョージア州道154号線 | - ジョージア州道155号線 - ジョージア州道212号線 - ジョージア州道236号線 - ジョージア州道260号線 - ジョージア州道402号線 | - ジョージア州道403号線 - ジョージア州道407号線 - ジョージア州道410号線 - ジョージア州道413号線 |

### 隣接する郡
- グイネット郡 - 北
- ロックデール郡 - 東
- ヘンリー郡 - 南
- クレイトン郡 - 南西
- フルトン郡 - 西

## 経済
郡内の主要雇用主には次のものがある。
- AT&Tモビリティ、バックヘッド（アトランタ市の地区）に隣接するレノックスパークの町に本社がある
- コックス・コミュニケーションズ、ダンウッディに本社を置く全米第3位のケーブルテレビ配給会社である[11][12]
- クローガー、スーパーマーケットチェーン、ノースレイクにアトランタ地域事務所がある[13]

## 諸外国の外交施設
メキシコ・アトランタ総領事館がCDPのノースドルイドヒルズにある。グアテマラ・アトランタ総領事館が、CDPのノースアトランタにある。ペルー・アトランタ総領事館が郡内の未編入領域にある。

## 人口動態
以下は2000年国勢調査による人口統計データである（括弧内は2010年データ）。
| 基礎データ - 人口: 665,865人（691,893人） - 世帯数: 249,339 世帯 - 家族数: 156,584 家族 - 人口密度: 959人/km2（2,483人/mi2）（アトランタ大都市圏では最大） - 住居数: 261,231軒 - 住居密度: 376軒/km2（974軒/mi2） 人種別人口構成 - 白人: 35.82% (33.3%) - アフリカン・アメリカン: 54.23% (53.6%) - ネイティブ・アメリカン: 0.23% (0.4%) - アジア人: 4.01% (5.1%) - 太平洋諸島系: 0.05% - その他の人種: 3.53% (4.5%) - 混血: 2.12% (2.4%) - ヒスパニック・ラテン系: 7.89% (9.8%) 年齢別人口構成 - 18歳未満: 24.6% - 18-24歳: 10.9% - 25-44歳: 36.7% - 45-64歳: 19.7% - 65歳以上: 8.0% - 年齢の中央値: 32歳 - 性比（女性100人あたり男性の人口） - 総人口: 94.1 - 18歳以上: 90.8 | 世帯と家族（対世帯数） - 18歳未満の子供がいる: 31.0% - 結婚・同居している夫婦: 40.1% - 未婚・離婚・死別女性が世帯主: 17.6% - 非家族世帯: 37.2% - 単身世帯: 26.9% - 65歳以上の老人1人暮らし: 5.2% - 平均構成人数 - 世帯: 2.62人 - 家族: 3.20人 収入と家計 - 収入の中央値 - 世帯: 49,117米ドル - 家族: 54,018米ドル - 性別 - 男性: 36,270米ドル - 女性: 31,653米ドル - 人口1人あたり収入: 23,968米ドル - 貧困線以下 - 対人口: 10.8% - 対家族数: 7.8% - 18歳未満: 14.1% - 65歳以上: 8.7% |

## 都市と町
| - ディケーター（郡庁所在地） - ブルックヘイブン - ダンウッディ - ストーンクレスト - タッカー - アトランタ（1909年の併合以降、約10%が郡内） - エイボンデールエステイツ - シャンブリー - クラークストン - ドーラビル - リソニア - パインレイク - ストーンマウンテン | - ベルベディアパーク - キャンドラー・マカフィ - ドルイドヒルズ - グレシャムパーク - ノースディケーター - ノースドルイドヒルズ（ブライアクリフまたはトコヒルズ） - パンサービル - リーダン - スコットデール | - ブライアクリフ - ビュフォードハイウェイコリダー - コリンズビル - コンリー - コンスティチューション - エレンウッド - エバーグリーンフォレスト - エンブリーヒルズ - レノックスパーク - メカニクスビル - マウンテンビュー - ノースレイク - フィラデルフィア - ピッツバーグ - スカイランド - サウスディケーター - ターナーヒル |

## 教育

### 公立学校
ディカーブ郡の一部でアトランタ市やディケーター市に入っていない所はディカーブ郡教育システムが管轄している。アトランタ市にはアトランタ公共教育学区、ディケーター市はディケーター市教育学区がある。
2012年12月17日、南部カレッジ・学校協会がディカーブ郡教育システムの評価を「助言が必要」から「監察が必要」に落とし、その認定が無くなる可能性があると警告した。

### 私立学校
郡内の私立学校には次のものがある。
- セントピウス10世カトリック高校
- マリスト・スクール（ブルックヘイブン）
- ペイデイア・スクール（アトランタ）
- モハメッド・スクールズ[20]
- セントトマスモア・カトリック小中学校（ディケーター）

日系私立の聖学院アトランタ国際学校は開学の1990年から2003年までブルックヘイブンのオグルソープ大学敷地にあった。現在はグイネット郡の旧ロマニアン・ファースト・バプテスト教会敷地に移転した。

### 高等教育機関

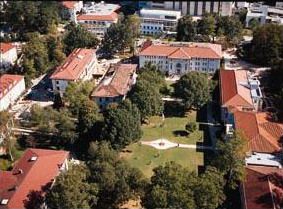
エモリー大学

- エモリー大学、私立、共学教養系大学、アメリカとカナダの指導的研究大学の組織であるアメリカ大学協会の会員
- アグネス・スコット・カレッジ、私立、女子教養系カレッジ
- マーサー大学、私立、共学、バプテスト教会系の大学、主キャンパスはメイコン市
- オグルソープ大学、私立、共学教養系大学、ジョージア植民地設立者ジェームス・オグルソープに因む命名
- ジョージア・ペリミーター・カレッジ（元ディカーブ・カレッジ）、郡内に3つのキャンパスがあり、2年生、准学士を授与
- ジョージア・ピードモント工科カレッジ（元ディカーブ工科カレッジ）[23]、州内最大の職業科教育施設
- デブリー大学、医療、会計、実業と管理工学の学士号と修士号を授与
- コロンビア神学校、長老派教会の神学校

### 公共図書館
ディカーブ郡公共図書館には郡内22か所の支所があり、今後も3か所の追加が予定されている。